# Coequosa
Coequosa là một chi bướm đêm thuộc họ Sphingidae.

## Các loài
- Coequosa australasiae - (Donovan, 1805)
- Coequosa triangularis - (Donovan, 1805)